# 長田俊樹
長田 俊樹（おさだ としき、1954年11月 - ）は、日本の言語学者。総合地球環境学研究所名誉教授。ムンダ語研究者。

## 来歴・人物
兵庫県神戸市出身。父は言語学者・中国文学者で神戸市外国語大学名誉教授の長田夏樹でその次男。
北海道大学文学部卒業後は北海道大学大学院文学研究科に進み、1984年に修士課程修了。1991年にインドのラーンチー大学博士課程修了。
国際日本文化研究センター助手、京都造形芸術大学教授を経て、2003年10月より総合地球環境学研究所教授。2012年3月末をもって、総合地球環境学研究所を定年退職。同名誉教授。2014年より神戸市外国語大学客員教授。

## 著書
- 『ムンダ人の農耕文化と食事文化：民族言語学的考察：インド文化・稲作文化・照葉樹林文化』（日文研叢書8、1995年）
- 『ムンダ人の農耕儀礼：アジア比較稲作文化論序説：インド・東南アジア・日本』（日文研叢書21、2000年）
- 『新インド学』（角川書店「角川叢書」、2002年）
  - 改訂版『アーリヤ人の誕生：新インド学入門』（講談社学術文庫、2024年6月）ISBN 978-4065359266
- 『インダス文明の謎：古代文明神話を見直す』（京都大学学術出版会「学術選書」、2013年）ISBN 978-4876988648
- 『上田万年再考：日本言語学史の黎明』（ひつじ書房、2023年）ISBN 978-4823411700

### 共著
- 杉山三郎・陣内秀信『文明の基層：古代文明から持続的な都市社会を考える』（東京大学出版会、2015年）ISBN 9784130031523

### 編著
- 『インダス：南アジア基層世界を探る <環境人間学と地域>』（京都大学学術出版会、2013年）ISBN 9784876983001
- 『日本語「起源」論の歴史と展望：日本語の起源はどのように論じられてきたか』（三省堂、2020年）ISBN 9784385365084

### 共編著
- 山折哲雄『日本人はキリスト教をどのように受容したか』（日文研叢書17、1998年）
- アレキサンダー・ボビン『日本語系統論の現在』（日文研叢書33、2000年）ISBN 490155817X

### 翻訳
- ピーター・ベルウッド『農耕起源の人類史』佐藤洋一郎共監訳、京都大学学術出版会、2008年。ISBN 9784876987221
- ニコラス・エヴァンズ『危機言語：言語の消滅でわれわれは何を失うのか』大西正幸・森若葉共訳、京都大学学術出版会　2013年。ISBN 9784876982097